# Ракити (Рубцовський район)
Роки́ти (рос. Ракиты) — село у складі Рубцовського району Алтайського краю, Росія. Адміністративний центр та єдиний населений пункт Рокитівської сільської ради.

## Населення
Населення — 1087 осіб (2010; 1147 у 2002).
Національний склад (станом на 2002 рік):
- росіяни — 91 %